# Wrzosowiec
Wrzosowiec (Corispermum L.) – rodzaj roślin z rodziny szarłatowatych (dawniej w komosowatych). Obejmuje ok. 65–69 gatunków. Większość przedstawicieli występuje na suchych obszarach Azji, mniej liczne gatunki rosną jednak także na rozległych obszarach strefy umiarkowanej i subarktycznej w pozostałej części Azji, w Europie i Ameryce Północnej. Niektóre gatunki zostały rozprzestrzenione poza zasięg naturalny. Z terenu Polski wymienionych zostało 5 gatunków: wrzosowiec cienkoskrzydełkowy C. pallasii jest zadomowionym antropofitem, status niejasny dwóch gatunków – wrzosowca pośredniego C. intermedium i Marschalla C. marschallii, dwa gatunki są tylko przejściowo zawlekane – wrzosowiec hyzopolistny C. hyssopifolium i lśniący C. nitidum. Ze względu na zmienność roślin, łatwość krzyżowania, problemy z ustaleniem cech diagnostycznych – rozpoznawanie i klasyfikacja należących tu gatunków jest problematyczna. 

## Morfologia
PokrójRośliny jednoroczne o rozgałęzionym pędzie, gęsto pokrytym gwiazdkowatymi włoskami, rzadko nagie lub łysiejące z wiekiem. Pędy zwykle prosto wzniesione lub podnoszące się, rzadko płożące.
LiścieSkrętoległe, siedzące, nitkowate, wąskolancetowate do lancetowatych, całobrzegie, płaskie lub nieco wałeczkowate.
KwiatyObupłciowe, zebrane na szczytach pędów w kłosy, które mogą być luźne i wydłużone lub krótkie i gęste. Poszczególne kwiaty wyrastają w kątach przysadek. Okwiat zredukowany zupełnie lub do jednego okółka składającego się z 1–3, rzadko 5, błoniastych i białawych listków. Pręciki najczęściej w liczbie 3 (rzadziej od 1 do 5), nierówne, dłuższe od okwiatu. Pylniki owalne do kulistych. Jajowata zalążnia także jest dłuższa od okwiatu i jest spłaszczona. Zwieńczona jest bardzo krótką szyjką słupka zakończoną dwoma nitkowatymi, rozstawionymi znamionami.
OwoceOrzeszek spłaszczony do wypukłego, wydłużony lub okrągły, otoczony błoniastym skrzydełkiem różnej szerokości lub pozbawiony skrzydełka. Jeśli jest – skrzydełko jest całobrzegie, drobno ząbkowane lub faliste.

## Systematyka

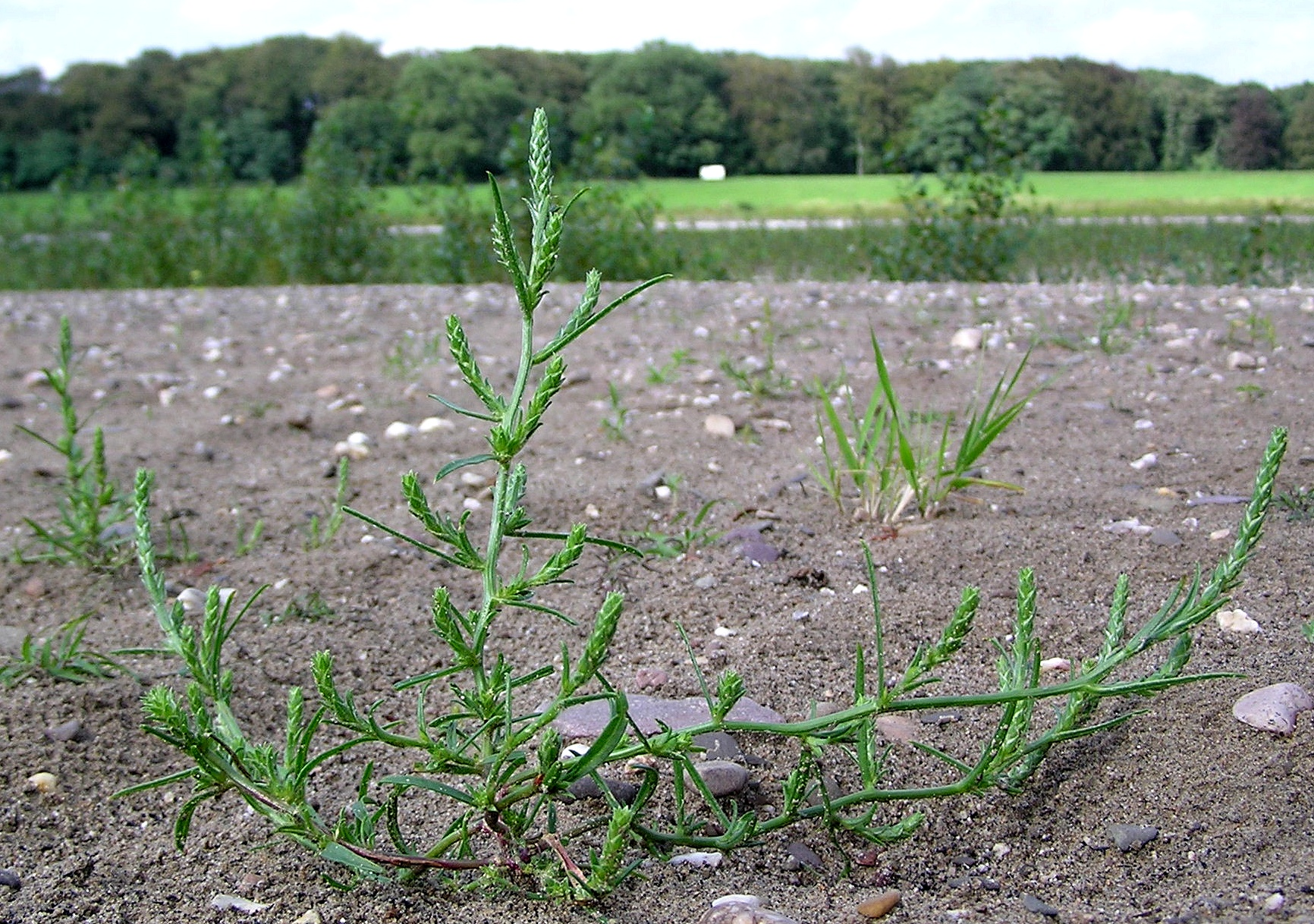
Wrzosowiec pośredni

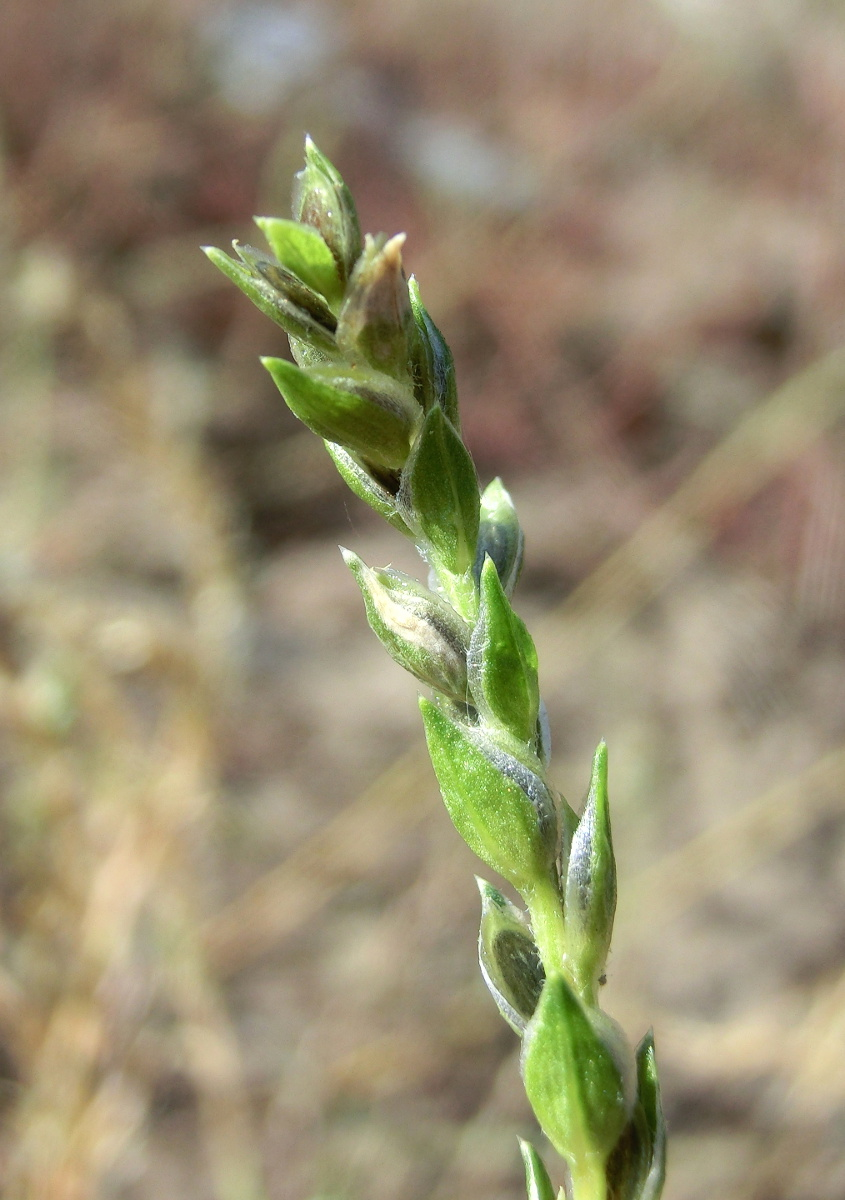
Wrzosowiec pośredni – szczyt pędu z owocami w kątach przysadek

Rodzaj z rodziny szarłatowatych (Amaranthaceae) w jej szerokim ujęciu (obejmującym komosowate Chenopodiaceae). W obrębie rodziny rodzaj należy do podrodziny Corispermoideae Rafinesque, wskazywanej jako siostrzana względem podrodziny komosowych Chenopodioideae Burnett. 
Wykaz gatunków
- Corispermum afghanicum Podlech
- Corispermum algidum Iljin
- Corispermum altaicum Iljin
- Corispermum americanum (Nutt.) Nutt.
- Corispermum aralocaspicum Iljin
- Corispermum bardunovii Popov ex Lomon.
- Corispermum × calvoborysthenicum Klokov
- Corispermum candelabrum Iljin
- Corispermum canescens Kit.
- Corispermum caucasicum Iljin
- Corispermum chinganicum Iljin
- Corispermum confertum Bunge ex Maxim.
- Corispermum crassifolium Turcz.
- Corispermum × czernjaevii Klokov
- Corispermum declinatum Steph. ex Iljin
- Corispermum dilutum (Kitag.) C.P.Tsien & C.G.Ma
- Corispermum elongatum Bunge ex Maxim.
- Corispermum erosum Iliin
- Corispermum falcatum Iljin
- Corispermum filifolium C.A.Mey.
- Corispermum flexuosum W.Wang & Fuh
- Corispermum gallicum Iljin
- Corispermum gelidum Iljin
- Corispermum heptapotamicum  Iljin
- Corispermum hilariae Iljin
- Corispermum hookeri Mosyakin
- Corispermum huanghoense C.P.Tsien & C.G.Ma
- Corispermum hyssopifolium L. – wrzosowiec hyzopolistny
- Corispermum ikramii Aellen
- Corispermum intermedium Schweigg. – wrzosowiec pośredni
- Corispermum × klokovii Mosyakin
- Corispermum komarovii Iljin
- Corispermum korovinii Iljin
- Corispermum krylovii Iljin
- Corispermum laxiflorum Schrenk
- Corispermum lehmannianum Bunge
- Corispermum lepidocarpum Grubov
- Corispermum lhasaense C.P.Tsien & C.G.Ma
- Corispermum macrocarpum Bunge ex Maxim.
- Corispermum marschallii Steven – wrzosowiec Marschalla
- Corispermum maynense Ignatov
- Corispermum mongolicum Iliin
- Corispermum navicula Mosyakin
- Corispermum nitidum Kit. – wrzosowiec lśniący
- Corispermum ochotense Ignatov
- Corispermum orientale Lam.
- Corispermum pacificum Mosyakin
- Corispermum pallasii Steven  – wrzosowiec cienkoskrzydełkowy
- Corispermum pallidum Mosyakin
- Corispermum pamiricum Iljin
- Corispermum papillosum (Kuntze) Iljin
- Corispermum patelliforme Iljin
- Corispermum piliferum Iljin
- Corispermum platypterum Kitag.
- Corispermum praecox C.P.Tsien & C.G.Ma
- Corispermum pseudofalcatum  C.P.Tsien & C.G.Ma
- Corispermum puberulum Iljin
- Corispermum rechingeri Sukhor.
- Corispermum redowskii Fisch.
- Corispermum retortum W.Wang & P.Y.Fu
- Corispermum sibiricum Iljin
- Corispermum stauntonii Moq.
- Corispermum stenolepis Kitag.
- Corispermum tibeticum Iljin
- Corispermum tylocarpum Hance
- Corispermum ulopterum Fenzl ex Ledeb.
- Corispermum uralense (Iljin) Aellen
- Corispermum villosum Rydb.
- Corispermum welshii Mosyakin